# Paombong
Paombong è una municipalità di terza classe delle Filippine, situata nella Provincia di Bulacan, nella Regione del Luzon Centrale.
Paombong è formata da 14 baranggay:
- Binakod
- Kapitangan
- Malumot
- Masukol
- Pinalagdan
- Poblacion
- San Isidro I
- San Isidro II
- San Jose
- San Roque
- San Vicente
- Santa Cruz
- Santo Niño
- Santo Rosario